# Kromfohrländer
Il Kromfohrländer è una razza canina riconosciuta dalla FCI (Standard N. 192, Gruppo 9, Sezione 10).
È una delle razze tedesche più recenti, selezionata allo scopo di ottenere un cane da compagnia e da guardia adatto per la vita in città. La razza è stata riconosciuta a livello internazionale nel 1955. L'allevatrice che ha selezionato la razza, la signora Ilse Scheifenbaum, abitava nella regione di Siegen (Renania Settentrionale-Vestfalia), vicino al distretto Krom Fohr, da cui il nome "Kromfohrländer". Dai suoi antenati, il Fox Terrier e il Grand Griffon Vendéen, ha ereditato l'indole affabile, il temperamento e il carattere.

## Caratteristiche fisiche

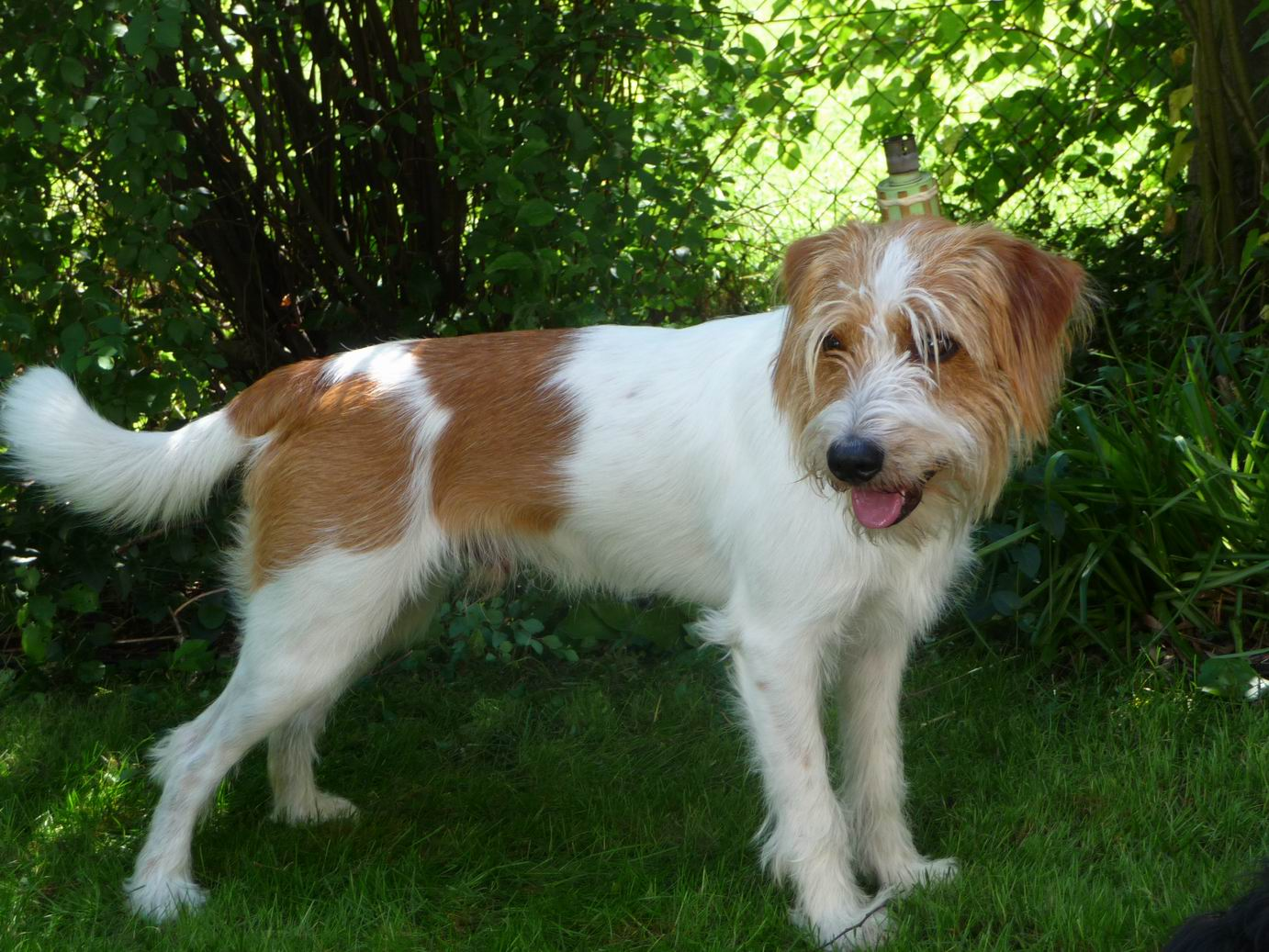
Kromfohrländer a pelo ruvido.

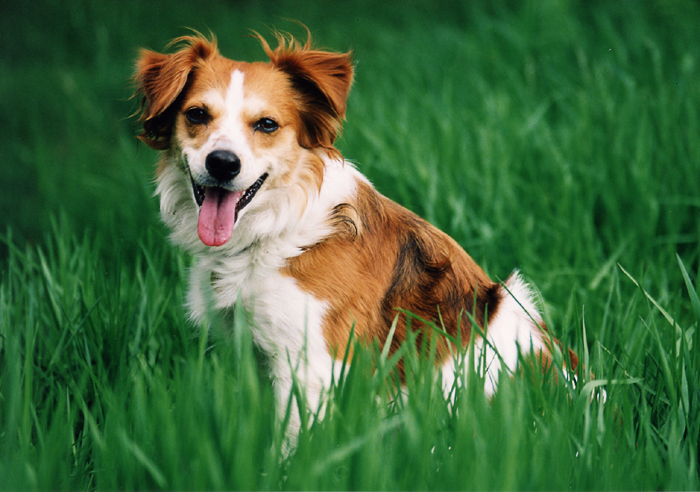
Kromfohrländer a pelo liscio.

La testa è cuneiforme, con stop ben definito, muso che si assottiglia verso il tartufo (nero e con narici ben aperte), e canna nasale diritta.
Gli occhi, ovali e leggermente obliqui, sono di colore bruno scuro. Le orecchie, attaccate basse, sono triangolari e pendenti.
Esistono due varietà, una a pelo ruvido ed una a pelo liscio. Il colore del mantello sul corpo è di base bianco con macchie marrone chiaro, fuoco o marrone molto scuro; il pelo sulla testa invece è a macchie marrone chiaro, fuoco, fino al marrone molto scuro sulle guance, al di sopra degli occhi e sulle orecchie.
La coda, di lunghezza media, è portata a sciabola e leggermente arcuata.

## Temperamento
È un cane molto affettuoso, docile, intelligente, portato per fare la guardia. Adatto a vivere in appartamento.